# Château d'Amanzé
Le château d'Amanzé est situé sur la commune d'Amanzé en Saône-et-Loire en France.

## Historique
Le château fait l'objet d'un inscription au titre des monuments historiques le 8 mai 1968.